# ادوین ریچاردز (ورزشکار)
ادوین ریچاردز (انگلیسی: Edwin Richards; ۱۵ دسامبر ۱۸۷۹ – ۱۰ دسامبر ۱۹۳۰) بازیکن هاکی روی چمن اهل بریتانیا بود.